# Maria Holaus
Maria Holaus (* 19. Dezember 1983 in Brixen im Thale) ist eine ehemalige österreichische Skirennläuferin, die auf die Geschwindigkeitsdisziplinen Abfahrt und Super-G spezialisiert war. In ihrer mehrfach durch schwere Verletzungen unterbrochenen Karriere erreichte sie einen Sieg und zwei weitere Podestplätze im Weltcup.

## Karriere
Holaus begann als Sechsjährige im Skiclub ihres Heimatorts Brixen mit regelmäßigem Training und besuchte später die Skihandelsschule in Stams. Als Mitglied des Tiroler Landeskaders nahm sie nach Erreichen des Alterslimits ab der Saison 1998/1999 an FIS-Rennen teil. Im Jahr 2000 wurde sie in den Kader des Österreichischen Skiverbandes aufgenommen. Nach dem Jahreswechsel 2000/2001 bestritt Holaus ihre ersten Europacuprennen, bei denen sie auf Anhieb in die Top 10 fuhr. Wenig später folgte der erste Sieg in einem FIS-Rennen und Anfang Februar die Teilnahme an den Juniorenweltmeisterschaften 2001 in Verbier, bei der sie hinter Teamkollegin Astrid Vierthaler die Silbermedaille in der Abfahrt gewann. Im selben Monat wurde sie in ihrer Altersklasse Jugend II Österreichische Jugendmeisterin im Riesenslalom.
Im Jänner 2002 feierte Holaus ihre ersten Europacupsiege in zwei Abfahrten in Zauchensee, ehe eine Reihe schwerer Verletzungen folgte. Wenige Tage nach den Europacupsiegen erlitt Holaus ihren ersten Kreuzbandriss, worauf sie die Saison vorzeitig beenden musste. Zu Beginn des nächsten Winters gab sie bei zwei Europacuprennen in Ål ihr Comeback, doch im zweiten dieser beiden Riesenslaloms verletzte sie sich erneut am Knie, weshalb sie auch die gesamte Saison 2002/2003 pausieren musste. Nach einjähriger Rennpause nahm Holaus im Dezember 2003 an zwei FIS-Rennen im Kühtai teil, doch abermals musste sie nach einer Verletzung die Saison bereits zu Beginn wieder beenden. Eine weitere Verletzung im Spätherbst 2004 setzte sie auch in der gesamten Saison 2004/2005 außer Gefecht. Zwischen 2004 und 2008 war sie im Heeressportzentrum des Österreichischen Bundesheers aktiv.
Nach lediglich vier Renneinsätzen in den letzten dreieinhalb Jahren blieb Holaus in der Saison 2005/2006 erstmals wieder verletzungsfrei. Sie gewann gegen Ende des Winters zwei FIS-Rennen, feierte wenig später in der Abfahrt von Zauchensee ihren dritten Europacupsieg und schloss die Saison mit einem Abfahrtssieg bei den Österreichischen Meisterschaften, wiederum in Zauchensee, ab. Nach einem weiteren Sieg im Europacup kam die mittlerweile 23-Jährige am 13. Jänner 2007 in der Abfahrt von Zauchensee zu ihrem Weltcupdebüt. Sie erreichte auf Anhieb den vierten Rang, dem sie zwei Wochen später in der Abfahrt von San Sicario als Dritte ihren ersten Podestplatz folgen ließ. Damit qualifizierte sie sich in dieser Disziplin innerhalb des ÖSV-Teams für die Weltmeisterschaften 2007 in Åre, bei der sie den 21. Platz belegte.
In der Weltcupsaison 2007/08 erreichte Holaus zunächst zwei weitere Top-10-Ergebnisse, bis sie am 20. Jänner 2008 im Super-G von Cortina d’Ampezzo ihren ersten Weltcupsieg feierte. Zwei Wochen später erreichte sie hinter Tina Maze den zweiten Platz in der Abfahrt von St. Moritz, ehe sie abermals durch Verletzungen zurückgeworfen wurde. Bei einem Sturz im Weltcup-Super-G in Sestriere am 10. Februar 2008 erlitt Holaus einen Einriss des Seitenbandes und einen Bruch des Schienbeinkopfes, worauf sie die Saison beenden musste. Im folgenden Weltcupwinter 2008/2009 wurde sie nach nur vier bestrittenen Rennen wegen starker Schmerzen an beiden Knien operiert. Somit konnte sie nicht an den Weltmeisterschaften 2009 in Val-d’Isère teilnehmen.
Ihr Comeback in der Saison 2009/2010 begann Holaus – wie schon den letzten Winter – mit einem fünften Platz in der Abfahrt von Lake Louise. Nur knapp einen Monat später, am 8. Jänner 2010, stürzte sie beim Einfahren für die Weltcup-Abfahrt in Haus im Ennstal und rutschte gegen eine Schneekanone, wobei sie einen Bruch des rechten Außenknöchels sowie Verletzungen im Sprunggelenk erlitt. Infolgedessen fiel sie erneut für die restliche Saison und auch für die Olympischen Winterspiele 2010 aus. Während ihrer Verletzungspause legte Holaus die Berufsreifeprüfung ab und begann danach eine Ausbildung als Hebamme. Am 14. Juli 2010 gab sie ihren Rücktritt vom Spitzensport bekannt. Sie ist mit dem früheren Skirennläufer Josef Schild liiert.

## Erfolge

### Weltmeisterschaften
- Åre 2007: 21. Abfahrt

### Juniorenweltmeisterschaften
- Verbier 2001: 2. Abfahrt, 14. Super-G, 34. Riesenslalom, 45. Slalom

### Weltcup
- 3 Podestplätze, davon 1 Sieg:

| Datum           | Ort               | Land    | Disziplin |
| --------------- | ----------------- | ------- | --------- |
| 20. Jänner 2008 | Cortina d’Ampezzo | Italien | Super-G   |

### Europacup
- Saison 2006/07: 2. Super-G-Wertung
- 7 Podestplätze, davon 4 Siege:

| Datum            | Ort        | Land       | Disziplin |
| ---------------- | ---------- | ---------- | --------- |
| 20. Jänner 2002  | Zauchensee | Österreich | Abfahrt   |
| 22. Jänner 2002  | Zauchensee | Österreich | Abfahrt   |
| 17. März 2006    | Zauchensee | Österreich | Abfahrt   |
| 7. Dezember 2006 | Hemsedal   | Norwegen   | Super-G   |

### Weitere Erfolge
- Österreichische Staatsmeisterin in der Abfahrt 2006
- 4 Siege in FIS-Rennen (alle im Super-G)